# Esú
Esú é o primeiro álbum de estúdio do rapper brasileiro Baco Exu do Blues, lançado em 4 de setembro de 2017.
Originalmente, o disco foi lançado com 10 faixas, porém, por questões de direitos autorais, Milton Nascimento ordenou a exclusão da música "Oração à Vitória" de todas as redes sociais, por conter samples não autorizados pelo cantor.

## Faixas
| N.º            | Título                                | Duração |  |
| 1.             | "Intro (ft. KL Jay) prod. Scooby"     | 2:13    |  |
| 2.             | "Abre Caminho"                        | 2:22    |  |
| 3.             | "En Tu Mira"                          | 2:43    |  |
| 4.             | "Esú"                                 | 4:08    |  |
| 5.             | "Capitães de Areia"                   | 3:10    |  |
| 6.             | "Senhor do Bonfim"                    | 2:55    |  |
| 7.             | "A Pele Que Habito"                   | 5:08    |  |
| 8.             | "Te Amo Disgraça (ft. Ellen Andrade)" | 4:50    |  |
| 9.             | "Imortais e Fatais"                   | 4:36    |  |
| Duração total: | Duração total:                        | 32:05   |  |

Todas as faixas foram produzidas pelo beatmaker Nansy Silvvs, exceto onde marcado.